# Герра, Хуан (футболист)
Хуа́н Ге́рра (исп. Juan Guerra; 13 апреля 1927 — дата смерти неизвестна) — боливийский футболист, нападающий, участник чемпионата мира 1950 года.

## Карьера

### Клубная
Хуан Герра играл за клуб «Ферровьярио» из столицы Боливии.

### В сборной
В составе сборной участвовал в ЧЮА-1947 (провёл 7 матчей), Боливарианских играх 1947-48 (1 матч), а также в чемпионате мира 1950 года (как запасной игрок).
| Матчи и голы Хуана Герры за сборную Боливии | Матчи и голы Хуана Герры за сборную Боливии | Матчи и голы Хуана Герры за сборную Боливии | Матчи и голы Хуана Герры за сборную Боливии | Матчи и голы Хуана Герры за сборную Боливии | Матчи и голы Хуана Герры за сборную Боливии | Матчи и голы Хуана Герры за сборную Боливии |
| ------------------------------------------- | ------------------------------------------- | ------------------------------------------- | ------------------------------------------- | ------------------------------------------- | ------------------------------------------- | ------------------------------------------- |
| №                                           | Дата                                        | Место проведения                            | Соперник                                    | Счёт                                        | Голы                                        | Турнир                                      |
| 1                                           | 30 ноября 1947                              | Гуаякиль, Эквадор                           | Эквадор                                     | 2:2                                         | -                                           | Чемпионат Южной Америки по футболу 1947     |
| 2                                           | 3 декабря 1947                              | Гуаякиль, Эквадор                           | Аргентина                                   | 0:7                                         | -                                           | Чемпионат Южной Америки по футболу 1947     |
| 3                                           | 9 декабря 1947                              | Гуаякиль, Эквадор                           | Уругвай                                     | 0:3                                         | -                                           | Чемпионат Южной Америки по футболу 1947     |
| 4                                           | 13 декабря 1947                             | Гуаякиль, Эквадор                           | Колумбия                                    | 0:0                                         | -                                           | Чемпионат Южной Америки по футболу 1947     |
| 5                                           | 18 декабря 1947                             | Гуаякиль, Эквадор                           | Парагвай                                    | 1:3                                         | -                                           | Чемпионат Южной Америки по футболу 1947     |
| 6                                           | 27 декабря 1947                             | Гуаякиль, Эквадор                           | Перу                                        | 0:2                                         | -                                           | Чемпионат Южной Америки по футболу 1947     |
| 7                                           | 31 декабря 1947                             | Гуаякиль, Эквадор                           | Чили                                        | 3:4                                         | -                                           | Чемпионат Южной Америки по футболу 1947     |
| 8                                           | 5 января 1948                               | Лима, Перу                                  | Венесуэла                                   | 2:2                                         | -                                           | Боливарианские игры 1947-48                 |

Итого: 8 матчей / 0 голов; 0 побед, 3 ничьих, 5 поражений.